# 金原明善
金原 明善（きんぱら めいぜん、天保3年6月7日（1832年7月4日） - 大正12年（1923年）1月14日）は、明治時代の実業家。静岡県浜名郡和田村村長。天竜川の治水事業・北海道の開拓・植林事業など、近代日本の発展に活躍し、「義人」「道徳的経営者」と賞された。

## 経歴

### 前史
1832年（天保3年）、遠江国長上郡安間村（現・静岡県浜松市中央区安間町）に生まれた。幼名は弥一郎。父は範忠（久平）、母は志賀だった。生家は酒造業と質屋を併営する大地主であり、特に父である範忠は理財の才に優れていた。範忠は夜明け前にその日の天気を見定めて仕事を用意し、夜は家事に励んで最後に床に就く人であった。1848年（嘉永元年）には禄高7千石を構える旗本松平家の代官に取り立てられている。また、母である志賀は1849年（嘉永2年）に36歳の若さで亡くなる。金原家の行く末を案じた志賀は、明善の継母と妻について遺言を残している。範忠と明善は志賀の遺言に従って、範忠は志賀の従姉妹にあたる沢と再婚。1853年（嘉永6年）、継母・さわの連れ子である玉城（旧姓・渡辺）と結婚した。 
1855年（安政2年）父から名主職を引き継ぎ、1857 年（安政4年）には主家の松平家が財政再建策を協議するため全国から代官を招集したのに応じ、父の名代として江戸へ赴く。集められた代官たちの中には夜ごと酒色に耽る者もいた一方で、明善はこうした誘惑に惑わされることなく、主家の債務整理に精励し余暇を儒学の勉強に充てた。1864年（元治元年）貿易商「遠江屋」の経営を父から任されるが、1867年（慶応3年）に経営破綻する。

### 天竜川の治水

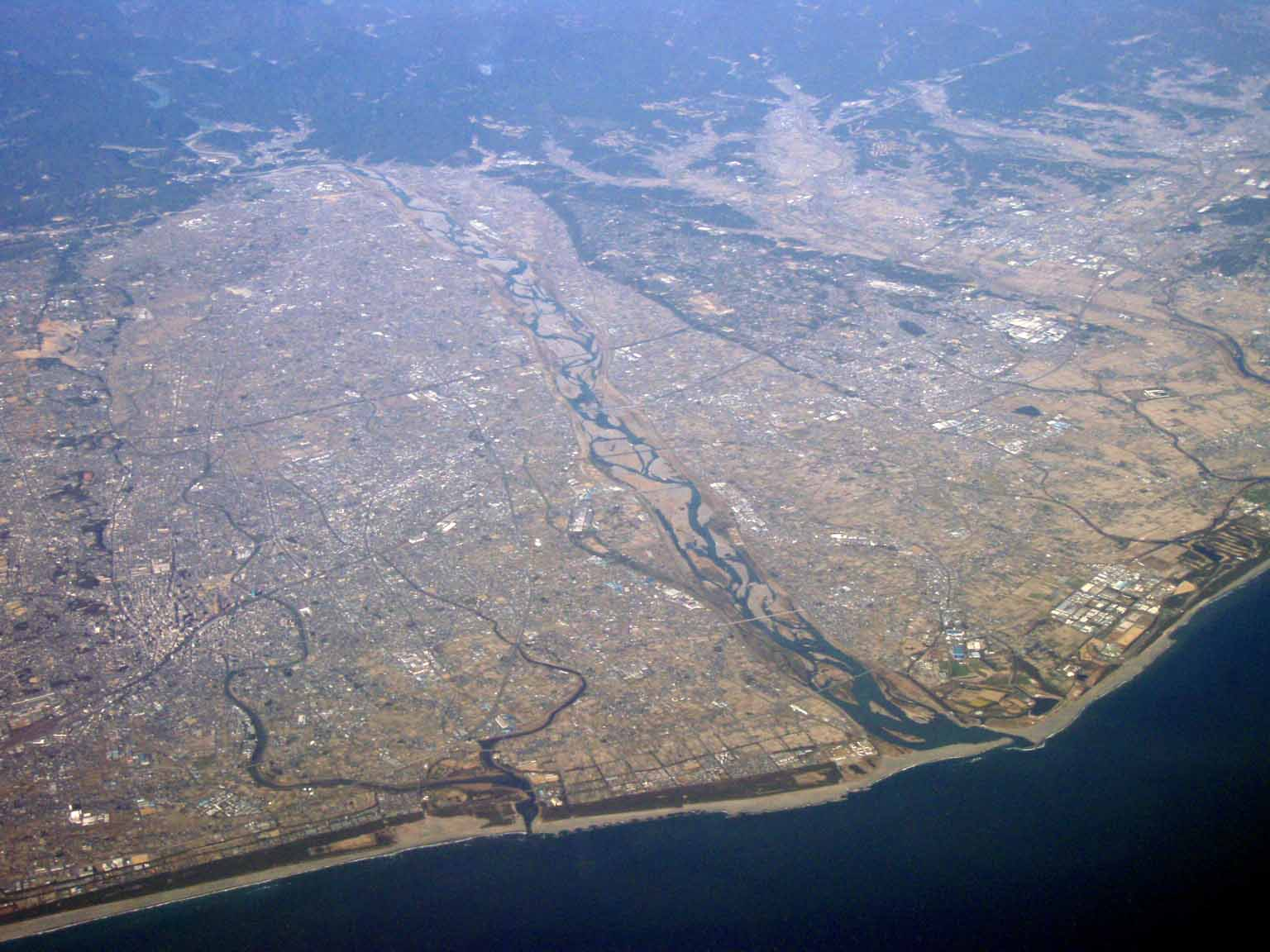
浜松平野を流れる天竜川

1868年（慶応4年）5月、天竜川は大雨により堤防が決壊。浜松及び磐田に大被害をもたらした。天竜川は1850年（嘉永3年）から1868年（慶応4年）にかけて5回の大規模な決壊を記録していた。明善は、京都に上ぼり、天竜川の治水策を民生局へ建白した。明善の必死の訴えは最初は届かなかったが、8月に新政府は急に水害復旧工事に着手した。明治天皇東京行幸の道筋になる東海道の補修が目的であった。当時の明善は、その事を知らずに堤防の復旧工事を行う。明善の優れた運営手腕により、8月下旬に開始した工事は10月上旬に大略が終了。その功績が認められ、明治天皇東幸において、浜松行在所の時に苗字帯刀を許される名誉を得た。
翌1869年（明治2年）に明善は静岡藩から水下各村の総代・又卸蔵番格に申付けられた。そして明治5年に浜松県から堤防附属を申付けられ、戸長役・天竜川卸普請専務に任命された。1874年（明治7年）6月、天竜川通堤防会社を設立。翌年、同社は治河協力社に改組された。しかし、資金難のために事業が継続できず、明善は金原家の全財産を国に寄付する代わりに、天龍川に関する全ての工事を治水協力社が担うことを、大久保利通に直訴することを画策する。
1877年（明治10年）12月、全財産献納の覚悟を決めた明善は、妊娠中の妻を伴って、築堤工事実現のために大久保に謁見した。明善自身も一介の百姓が内務卿への謁見は叶わないと思っていた。ところが快く大久保利通との謁見は実現した。それは長年、誠実一途に天竜川の治水工事に奔走している明善の話が大久保利通の耳に入っていたからである。そして、近代的な治水事業が始まり、主に堤防の補強・改修をはじめ以下の5点を実施した。これらは後年の天竜川における治水計画の基礎となった。
工学技術者の必要性から、1880年（明治13年）、親交のあった工部大学校校長大鳥圭介に頼み込んで、土木学科卒業生の小林八郎を治河協力社に迎えることに成功する。工部大学校卒業生は工部省内各部局への奉職規則があったにもかかわらず、大鳥はそれを無視して小林を送り出した。小林には十分な治水水利の知識と経験がなかっため、明善から3年間の欧州留学の機会が与えられた。
1885年（明治18年）に治河協力社は解散するが、それ以後も明善の計画を雛形にして、国・県が天竜川の治水事業を引き継いだ。そのスタッフには、天竜川通堤防会社や自宅で開校した水利学校の人材も多数残った。

### 金原銀行
1884年（明治17年）5月、治河協力社の取引銀行だった丸家銀行が支払いを停止した。明善は、丸家銀行の事業整理にあたって東里為換店を設立し、丸家銀行の債権取り立ての業務を担った。この東里為換店が金原銀行へと発展し、その利益が治水や植林事業の元手となった。1895年（明治28年）には、丸善商社の事業整理も手がけ、2年後に丸善商社を立て直すことに成功した。明善の死後、1940年に金原銀行は三菱銀行に合併された。

### 天竜川流域の植林事業
明善は、下流域での堤防による治水が軌道にのると、次に天竜川流域の山間部の植林事業にのりだした。当時、天竜川の山間部は荒れていて大雨が降ると大量の水と土砂が一気に川に流れてしまう状態であった。明善は植林による治水を考え、1885年（明治18年）より植林を始める。天竜川上流の官有地759haに292万本のスギ、ヒノキの苗木を自らの費用で献植し、次いで1200haの植栽を行った。これが、後に天竜杉となり、浜松市天竜区（旧天竜市・龍山町・水窪町・佐久間町）の林業発展のきっかけとなった。

### 疏水事業
明善は、1899年（明治32年）第三番目の事業として疏水事業を計画した。これは、水量豊富な天竜川を二つの方向に分水し、一つは三方原台地に通して堀留運河（現・堀留川）に連絡させ、舞阪町に至らせる。もう一つは都田川から浜名湖に通ずるように計画された。目的は、以下の3点であった。
事業計画の実測と計画には、数年の歳月と多額の資金を費やし、その資金は明善自身が負担した。しかし、県は「現在の河工技術では実現の見込みなし」と判断し、計画は不採用となった。だが、この計画は近代における天竜川利水の第一歩となり、この時に計画した材木の運輸は、天竜運輸会社（現・株式会社丸運）設立のきっかけになった。1945年、天竜運輸は日本通運に吸収合併された。

### 出所者の保護事業
1880年（明治13年）、当時政治犯として入獄していた川村矯一郎から監獄の窮状を聞いたことによって、出所者の保護を目的に勧善会を組織する。1888年（明治21年）には、静岡監獄の副典獄（副刑務所長）となった川村によって勧善会を社団法人としての静岡県出獄人保護会社に改組し、日本で最初に出所者の保護事業に着手した。この会社の設立を契機として、浄土真宗本願寺派や真宗大谷派等の宗派や僧侶やキリスト教徒の一部の個人によって各地に釈放者保護団体が設置されるようになり、現在の保護司制度の原点となったとされる。なお、静岡県出獄人保護会社は、後に組織を改めて財団法人としての「静岡県勧善会」となり、今も更生保護事業を進めている。

### 北海道開拓
明善の知人で、後に静岡県知事となった小野田元熈（オノダモトヒロ）なる人物がいた。その小野田元熈の旧友に丹羽五郎がいた。丹羽五郎は会津藩士族で明治初期に警察官になり、後に東京神田和泉橋警察署長になったが幕藩出身者であるがゆえに苦悩があった。やがて、北海道に新天地の開拓を夢見るようになった。そして、実地調査を行い綿密な開拓計画をたてる。
丹羽五郎は小野田元熈の紹介で明善と面会した。そして、北海道開拓の意志を明善に話した。丹波五郎の熱意に心打たれた明善は、丹波五郎に無抵当無利子で出資を快諾した。丹羽五郎はその出資金を元に、渡道。北海道瀬棚郡目名地区（現・北海道瀬棚郡今金町鈴岡）に農場の開拓を開始した。その農場は金原農場とよばれた。当時、北海道の開拓は挫折が多く当時の北海道長官北垣国道は苦労していた。明善は開拓事業には直接携わらなかったが、幾度も渡道して農場を巡回慰安・激励した。

## 事業・経営
明善の事業経営の基本方針は、以下のようなものだった。
明善は、「金は値打ちのない場所（町）で儲けて、値打ちのある所（田舎）で遣え」という金の活用法を実践した事業家でもある。

## 余業
明善の余業は、岐阜県の行脚から始まった。濃尾地震以来荒廃した被災地区の復興に協力した。また、1906年（明治39年）には、広島県知事・山田春三の招きで、植林思想普及および実践促進のために広島県に出かけた。

## 史跡

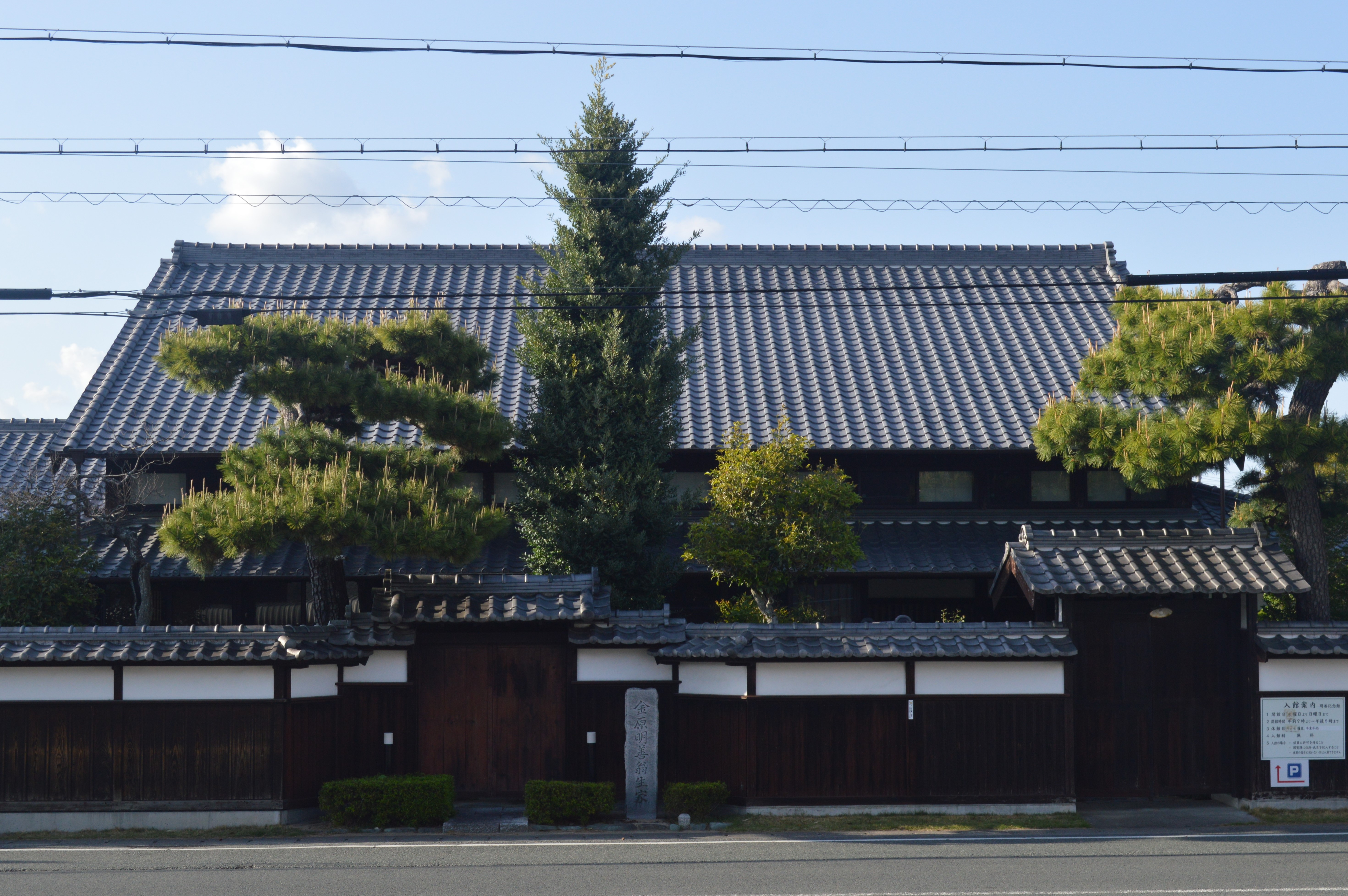
金原明善翁生家・記念館

静岡県浜松市東区安間町には金原の功績を顕彰する金原明善翁生家・記念館がある。
金原を支えた水野定治（1885〜1966年）によって、岐阜県本巣市根尾松田初鹿谷（はじかだに）に金原を顕彰する石碑が建立された。2017年（平成29年）12月、この石碑が発見された。

## 栄典・授章・授賞
位階
- 1888年（明治21年）3月31日 - 従五位[7]
- 1914年（大正3年）10月8日 - 正五位[8]

勲章等
- 1888年（明治21年）6月9日 - 金製黄綬褒章[9]
- 1902年（明治35年）2月22日 - 勲六等瑞宝章[10]
- 1915年（大正4年）11月10日  - 勲四等瑞宝章[11]
- 1923年（大正12年）1月14日 - 紺綬褒章[12]